# آناغالیس قرمز
آناغالیس قرمز (در متون طب سنتی حشیشة العلق، قاتل العلق، حشیشة الحلمة) (نام علمی: Anagallis arvensis) نام گونه ای از سرده آناغالیس است.

## نگارخانه

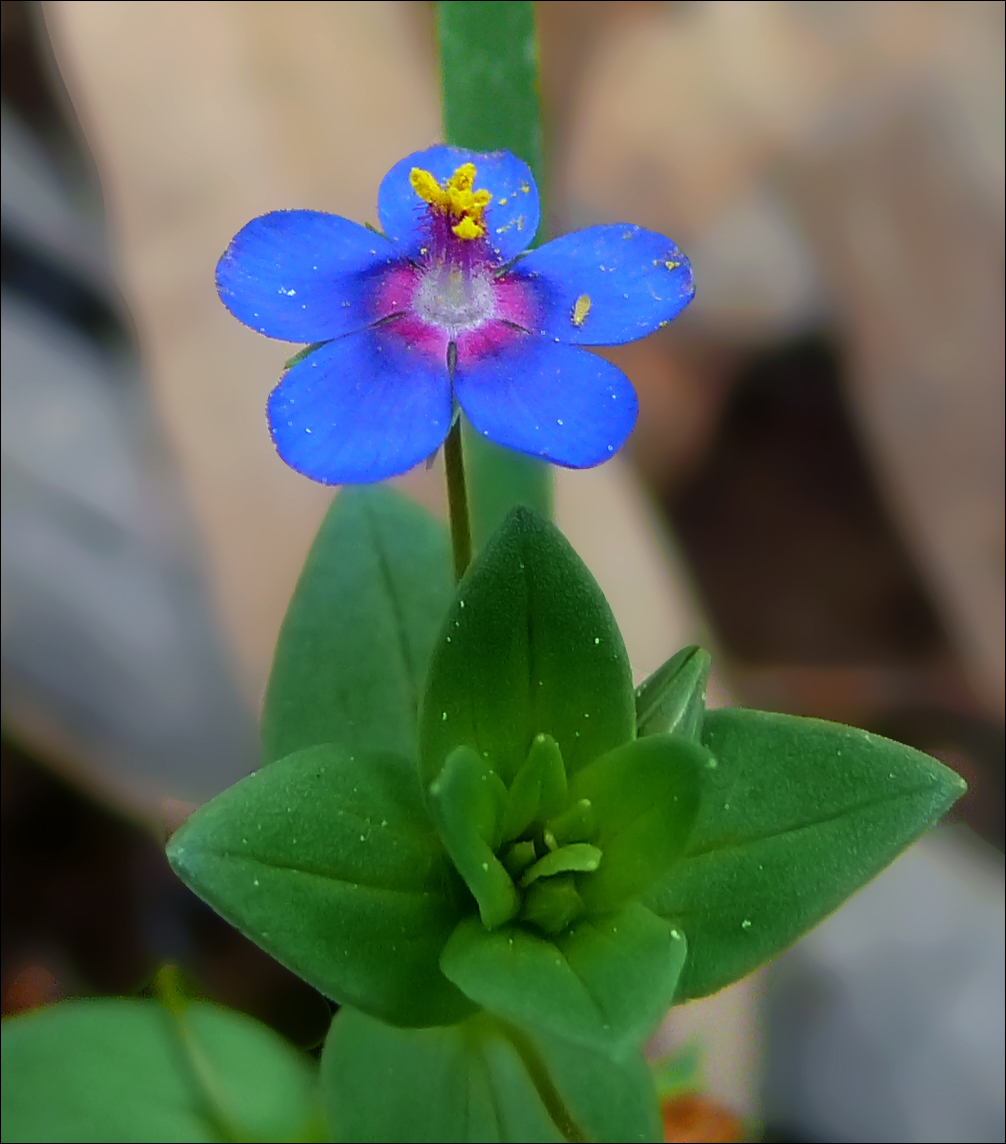